# Megapalla undulata
Megapalla undulata är en tvåvingeart som beskrevs av Lyneborg 2001. Megapalla undulata ingår i släktet Megapalla och familjen stilettflugor.
Artens utbredningsområde är Laos. Inga underarter finns listade i Catalogue of Life.